# فیلم‌شناسی پارک بو یونگ
پارک بو یونگ (کره‌ای: 박보영؛ زادهٔ ۱۲ فوریه ۱۹۹۰) بازیگر اهل کره جنوبی است.

## فیلم
| سال  | عنوان             | نقش                           | توضیحات               | منابع        |
| ---- | ----------------- | ----------------------------- | --------------------- | ------------ |
| ۲۰۰۵ | برابر             | کیم دا می                     | فیلم کوتاه            | [ ۱ ]        |
| ۲۰۰۷ | ئی.تی. مدرسه ما   | هان سونگ یی                   |                       | [ ۲ ]        |
| ۲۰۰۷ | زوج ئی‌اس‌پی        | هیون جین                      |                       | [ ۳ ]        |
| ۲۰۰۷ | رسوایی سازان      | هوانگ جونگ نام / هوانگ جه این |                       | [ ۴ ]        |
| ۲۰۰۹ | اگر جای من بودی ۴ | کیم هی سو                     | قسمت: دو امدادی       | [ ۵ ]        |
| ۲۰۱۱ | ریو               | جوئل                          | تنها صدا، دوبلهٔ کره‌ای | [ ۶ ]        |
| ۲۰۱۲ | کلیک نکن          | سه هی                         |                       | [ ۷ ]        |
| ۲۰۱۲ | پسر گرگ‌نما        | سون یی / اون جو               |                       | [ ۸ ]        |
| ۲۰۱۳ | ملکه برفی         | گردا                          | تنها صدا، دوبلهٔ کره‌ای | [ ۹ ] [ ۱۰ ] |
| ۲۰۱۴ | جوانان خونگرم     | پارک یونگ سوک                 |                       | [ ۱۱ ]       |
| ۲۰۱۵ | ساکت شده          | چا جو ران / شیزوکو            |                       | [ ۱۲ ]       |
| ۲۰۱۵ | اختراع جمعی       | جو جین                        |                       | [ ۱۳ ]       |
| ۲۰۱۵ | شور و اشتیاق      | دو راهی                       |                       | [ ۱۴ ]       |
| ۲۰۱۸ | در روز عروسی تو   | هوان سونگ هی                  |                       | [ ۱۵ ]       |
| ن/م  | کانکریت یوتوپیا   | میونگ هوا                     |                       | [ ۱۶ ]       |

## مجموعه تلویزیونی
| سال  | عنوان                             | نقش                          | شبکه     | منابع         |
| ---- | --------------------------------- | ---------------------------- | -------- | ------------- |
| ۲۰۰۶ | پردیس مخفی                        | چا آه رانگ                   | ئی‌بی‌اس   | [ ۱۷ ]        |
| ۲۰۰۷ | کدام یوهی                         | جوانی ما یوهی                | اس‌بی‌اس   | [ ۱۸ ]        |
| ۲۰۰۷ | ماهی خال‌خالی بدو                  | شیم چونگ آه                  | اس‌بی‌اس   | [ ۱۹ ]        |
| ۲۰۰۷ | پادشاه و من                       | جوانی یون سو هوا             | اس‌بی‌اس   | [ ۲۰ ]        |
| ۲۰۰۸ | جنگل ماهی                         | لی اون سو                    | کی‌بی‌اس۲  | [ ۲۱ ]        |
| ۲۰۰۸ | قویترین چیل وو                    | چوی وو یونگ (حضور افتخاری)   | کی‌بی‌اس۲  | [ ۲۲ ]        |
| ۲۰۰۸ | معشوقه ستاره                      | جوانی لی ماری (حضور افتخاری) | اس‌بی‌اس   | [ ۲۳ ]        |
| ۲۰۱۵ | اوه روح من                        | نا بونگ سون                  | تی‌وی‌ان   | [ ۲۴ ]        |
| ۲۰۱۷ | زن قوی دو بونگ‌سون                 | دو بونگ‌سون                   | جی‌تی‌بی‌سی | [ ۲۵ ]        |
| ۲۰۱۹ | ابیس                              | گو سه یون / لی می دو         | تی‌وی‌ان   | [ ۲۶ ] [ ۲۷ ] |
| ۲۰۲۱ | ویرانگر در خدمتگزاری شما حاضر است | تاک دونگ کیونگ               | تی‌وی‌ان   | [ ۲۸ ]        |

## ریلتی/ورایتی شو
| سال  | عنوان                         | شبکه     | توضیحات                                   | منابع         |
| ---- | ----------------------------- | -------- | ----------------------------------------- | ------------- |
| ۲۰۱۱ | رؤیای کی‌اوآی‌سی‌ای: پرو         | ام‌بی‌سی   | داوطلب (پروژه ویژه)                       | [ ۲۹ ]        |
| ۲۰۱۲ | رؤیای کی‌اوآی‌سی‌ای: ال سالوادور | ام‌بی‌سی   | داوطلب (پروژه ویژه)                       | [ ۳۰ ]        |
| ۲۰۱۲ | رله سرگرمی                    | کی‌بی‌اس   | بخش گوریلا دیت                            | [ ۳۱ ]        |
| ۲۰۱۳ | سکشن تی‌وی                     | ام‌بی‌سی   | بخش ستاره در حال پیشرفت                   | [ ۳۲ ]        |
| ۲۰۱۳ | قانون جنگل در نیوزیلند        | اس‌بی‌اس   | عضو گروه بازیگران                         | [ ۳۳ ]        |
| ۲۰۱۳ | زیبایی را دریافت کن: خود      | آن‌استایل | میک آپ هلویی روشن (به مدت یک هفته پخش شد) | [ ۳۴ ]        |
| ۲۰۱۳ | رؤیای کی‌اوآی‌سی‌ای: اندونزی     | ام‌بی‌سی   | داوطلب (پروژه ویژه)                       | [ ۳۵ ] [ ۳۶ ] |
| ۲۰۱۵ | سکشن تی‌وی                     | ام‌بی‌سی   | بخش استار-تینگ                            | [ ۳۷ ]        |
| ۲۰۱۵ | سرگرمی هفتگی                  | کی‌بی‌اس   | بخش گوریلا دیت                            | [ ۳۸ ]        |
| ۲۰۱۶ | وی کید                        | ام‌نت     | مربی                                      | [ ۳۹ ] [ ۴۰ ] |
| ۲۰۱۸ | بازیگر و وراج                 | وی لایو  | یکی از بازیگران                           | [ ۴۱ ]        |

## برنامه رادیویی
| سال  | عنوان                 | شبکه             | توضیحات    | منابع   |
| ---- | --------------------- | ---------------- | ---------- | ------- |
| ۲۰۱۸ | کالتو شو              | اس‌بی‌اس پاور اف‌ام | دی‌جی مهمان | [ الف ] |
| ۲۰۱۹ | بازی عشق پارک سو هیون | اس‌بی‌اس پاور اف‌ام | دی‌جی ویژه  | [ ب ]   |

## مستند
| سال  | عنوان                                        | شبکه   | توضیحات      | منابع  |
| ---- | -------------------------------------------- | ------ | ------------ | ------ |
| ۲۰۰۶ | 선생님과 함께하는 ۵월 이야기                 | —      | همکار میزبان | [ ۴۶ ] |
| ۲۰۱۳ | مدرسه بدون خشونت: حالا نوبت توست که صحبت کنی | کی‌بی‌اس |              | [ ۴۷ ] |

## میزبان
| سال  | عنوان                 | شبکه   | توضیحات                          | منابع  |
| ---- | --------------------- | ------ | -------------------------------- | ------ |
| ۲۰۱۲ | آریرانگ میراث بزرگ ما | ام‌بی‌سی | مجری                             | [ ۴۸ ] |
| ۲۰۱۶ | کی‌کان ۲۰۱۶ نیویورک    | ام‌نت   | میزبان ویژه (به همراه ایم شی‌وان) | [ ۴۹ ] |

## راوی
| سال  | عنوان                                        | شبکه       | توضیحات | منابع         |
| ---- | -------------------------------------------- | ---------- | ------- | ------------- |
| ۲۰۱۱ | رؤیای کی‌اوآی‌سی‌ای: پرو                        | ام‌بی‌سی     | قسمت ۲  | [ ۵۰ ]        |
| ۲۰۱۲ | مستند عشق انسان                              | ام‌بی‌سی     |         | [ ۵۱ ]        |
| ۲۰۱۳ | مدرسه بدون خشونت: حالا نوبت توست که صحبت کنی | کی‌بی‌اس     | مستند   | [ ۴۷ ]        |
| ۲۰۱۳ | ساندی سینما                                  | چنل سی‌جی‌وی |         | [ ۵۲ ]        |
| ۲۰۱۳ | رؤیای کی‌اوآی‌سی‌ای: اندونزی                    | ام‌بی‌سی     |         | [ ۳۵ ] [ ۳۶ ] |

## حضور در موزیک ویدئو
| سال  | نام آهنگ                                                          | آرتیست                         | منابع  |
| ---- | ----------------------------------------------------------------- | ------------------------------ | ------ |
| ۲۰۰۷ | «نمی‌تونستم کمکش کنم» (Couldn't Help It; 오죽했으면)               | گو جونگ هیون                   | یوتیوب |
| ۲۰۰۷ | «امروز هم زیباست» (Still Pretty Today; 오늘도 이쁜걸)             | فلای تو د اسکای                | یوتیوب |
| ۲۰۰۸ | "가슴아 제발"                                                     | جونگ یو ری                     | یوتیوب |
| ۲۰۰۸ | «میان عشق و دوستی» (Between Love and Friendship; 사랑과 우정사이) | پارک هه کیونگ                  | یوتیوب |
| ۲۰۱۱ | «فقط من نمی‌دونستم» (Only I Didn't Know; 나만 몰랐던 이야기)       | آی‌یو                           | یوتیوب |
| ۲۰۱۱ | «خیالی» (Fiction)                                                 | بیست                           | یوتیوب |
| ۲۰۱۳ | «تقصیر منه» (That's My Fault; 슬픈 약속) (Drama ver.)             | اسپید با همکاری کانگ مین-کیونگ | یوتیوب |
| ۲۰۱۳ | «تموم شد» (It's Over) (Drama ver.)                                | اسپید                          | یوتیوب |
| ۲۰۱۳ | «تموم شد» (It's Over) (Dance ver.)                                | اسپید با همکاری پارک بو یونگ   | یوتیوب |

## تبلیغات
| سال     | کمپانی                    | منابع                   |
| ------- | ------------------------- | ----------------------- |
| ۲۰۰۶    | کره هیدرو                 | [ ۵۷ ]                  |
| ۲۰۰۶    | لوته کانفکشنری            | [ ۵۸ ]                  |
| ۲۰۰۶    | اس‌کی شیمیایی              | [ ۵۹ ]                  |
| ۲۰۰۶    | لباس لی هیون              | [ ۶۰ ]                  |
| ۲۰۰۶    | اتوگی                     | [ ۶۱ ]                  |
| ۲۰۰۶    | گروه مالی ووری            | [ ۶۲ ]                  |
| ۲۰۰۷    | کو وی                     | [ ۶۳ ]                  |
| ۲۰۰۷    | 한신공영그룹              | [ ۶۴ ]                  |
| ۲۰۰۷    | اس‌کی تلکام                | [ ۶۵ ]                  |
| ۲۰۰۷    | 예신퍼슨스                | [ ۶۶ ]                  |
| ۲۰۰۸    | جانسون اند جانسون         | [ ۶۷ ]                  |
| ۲۰۰۹    | نونگشیم                   | [ ۶۸ ]                  |
| ۲۰۰۹    | وزارت اقتصاد و دارایی     | [ ۶۹ ]                  |
| ۲۰۰۹    | بینگ‌گوره                  | [ ۷۰ ]                  |
| ۲۰۰۹    | نونگ‌هیوپ موگوچون          | [ ۷۱ ]                  |
| ۲۰۰۹    | سامسونگ                   | [ ۷۲ ] [ ۷۳ ]           |
| ۲۰۰۹    | ام‌پی‌کی گروپ               | [ ۷۴ ]                  |
| ۲۰۰۹–۱۰ | لوته های-مارت             | [ ۷۵ ] [ ۷۶ ]           |
| ۲۰۱۱    | است‌سافت                   | [ ۷۷ ]                  |
| ۲۰۱۳    | نینتندو کره               | [ ۷۸ ]                  |
| ۲۰۱۳    | استار لوکس                | [ ۷۹ ] [ ۸۰ ]           |
| ۲۰۱۳    | کمپانی‌های استه لودر       | [ ۸۱ ] [ ۸۲ ]           |
| ۲۰۱۳    | کره پاپریکا               | [ ۸۳ ]                  |
| ۲۰۱۳–۱۶ | نکسون کره کورپوریشن       | [ ۸۴ ]                  |
| ۲۰۱۵    | وای‌وی آنلاین              | [ ۸۵ ]                  |
| ۲۰۱۵    | ال‌جی یوپلاس               | [ ۸۶ ]                  |
| ۲۰۱۵    | دونگ سو فودز              | [ ۸۷ ]                  |
| ۲۰۱۵–۱۶ | بیمه دریایی و آتش سامسونگ | [ ۸۸ ] [ ۸۹ ] [ ۹۰ ]    |
| ۲۰۱۵–۱۷ | موهاک                     | [ ۹۱ ] [ ۹۲ ] [ ۹۳ ]    |
| ۲۰۱۵–۱۸ | کلر کره                   | [ ۹۴ ] [ ۹۵ ] [ ۹۶ ]    |
| ۲۰۱۵–۱۹ | ال‌جی یونی‌چارم             | [ ۹۷ ]                  |
| ۲۰۱۶–۱۷ | 나눔씨엔씨                | [ ۹۸ ] [ ۹۹ ]           |
| ۲۰۱۶–۱۷ | دونگ وون اف اند بی        | [ ۱۰۰ ] [ ۱۰۱ ] [ ۱۰۲ ] |
| ۲۰۱۶–۲۱ | کوکاکولا کره              | [ ۱۰۳ ]                 |
| ۲۰۱۷    | لوکه های-مارت             | [ ۱۰۴ ]                 |
| ۲۰۱۷    | کره پاپریکا               | [ ۱۰۵ ]                 |
| ۲۰۱۷–۲۱ | 동아제약                  | [ ۱۰۶ ] [ ۱۰۷ ]         |
| ۲۰۱۸    | 동아제약                  | [ ۱۰۸ ]                 |
| ۲۰۱۸    | جی‌ان فود                  | [ ۱۰۹ ]                 |
| ۲۰۱۸    | های‌هو گیگ                 | [ ۱۱۰ ]                 |
| ۲۰۲۱    | ارورا ورلد                | [ ۱۱۱ ]                 |
| ۲۰۲۱    | بینگ‌گوره                  | [ ۱۱۲ ]                 |
| ۲۰۲۱    | آمی کازمتیک               | [ ۱۱۳ ]                 |